# Neyo
Das Neyo (oder auch néyo, neyau, néouolé, newole und néwolé genannt) ist eine Krusprache, die im Südwesten der Elfenbeinküste, speziell um den Ort Sassandra herum, von etwa 10.000 Personen gesprochen wird.

## Transkription
Die Neyo-Sprache besitzt zurzeit noch keine Schrift, aber sie wird für gewöhnlich unter Verwendung der lateinischen Schrift transkribiert.

## Phonologie
Die neun Vokale des Neyo sind vergleichbar mit denen des Deutschen.
Die Tonalität erfüllt eine distinktive Funktion. Sie wird phonetisch durch diakritische Zeichen retranskribiert:
- hoch é
- mittel ē
- tief è

Das Neyo hat insgesamt 22 Konsonanten.